# Betty Cooper
Elizabeth "Betty" Cooper  es uno de los personajes principales que aparecen en los cómics estadounidenses publicados por Archie Comics. Ella es la guitarrista principal, percusionista y una de las tres cantantes de The Archies. El personaje fue creado por Bob Montana y John L. Goldwater, y apareció por primera vez en Pep Comics #22 (fecha de portada de diciembre de 1941), en la primera página de la primera historia de Archie, que sirve como un interés amoroso para Archie Andrews.
El inmenso amor de Betty por Archie, que impulsa sus intentos de ganarse su afecto por cualquier medio posible, y su rivalidad con su mejor amiga, la vocalista / tecladista Veronica Lodge, han estado entre los temas de más larga duración en los cómics.

## Historial de publicaciones
Betty recibió su nombre y se basó originalmente en Betty Tokar Jankovich, una inmigrante checa que salió brevemente con el cocreador de Archie Comics Bob Montana en 1939 cuando tenía 18 años. Creada para servir como un interés amoroso para Archie Andrews, es retratada como una chica inteligente, talentosa, dulce, y hermosa, con cabello rubio y ojos azules.
Además de aparecer en muchas historias de Archie, Betty fue la estrella de dos títulos cómics de larga duración publicados por Archie Comics durante el período 1965-2012: Betty and Me (más tarde llamado Betty & Me), que publicó 200 números desde agosto de 1965 hasta agosto de 2012; y Betty, que publicó 195 números desde septiembre de 1992 hasta enero de 2012. También apareció en Betty's Diary, que publicó 40 números entre abril de 1986 y abril. 1990.
Actualmente, Betty es la coprotagonista de Betty y Veronica Digest Magazine, ahora conocida como B&V Friends Double Digest, que se lanzó en noviembre de 1980 y ha publicado más de 250 números; y Betty and Veronica Double Digest, que ha publicado más de 250 números desde junio de 1987.
Fue la coprotagonista de Betty and Veronica, que se publicó en 347 números (ocho anuales) desde marzo de 1950 hasta abril de 1987. Una nueva serie de Betty y Veronica publicó 278 números de junio de 1987 - finales de 2015. La serie limitada Betty and Veronica, que se desarrolla en su universo reiniciado New Riverdale, se publicó en 2017. Betty y Veronica también coprotagonizaron:
- Betty y Veronica Spectacular (90 números, 1992-2009)
- Betty y Veronica Summer Fun (seis números anuales, 1994-1999)

## Biografía del personaje ficticio
Betty Cooper (Betty Rosas en la versión en español) es la tercera y más joven de las hijas y la segunda hija de Hal Cooper y Alice Cooper. Su hermano mayor, Charlie Cooper, fue dado en adopción y su hermana mayor, Polly Cooper, se mudó de Riverdale, su ciudad natal. Charlie se mudó a Ciudad de Nueva York y Polly a San Francisco, pero ambos aparecen ocasionalmente en flashbacks de la infancia de Betty, y ambos visitan ocasionalmente a su familia.
La educación de Betty es un mundo aparte del estilo de vida llamativo de su adinerada amiga, Veronica Lodge. En ninguna parte es esto más evidente que cuando ella y Veronica compiten por el corazón de Archie Andrews, y sin embargo siguen siendo mejores amigas (Veronica le dijo una vez a Archie que ella y Betty solo son rivales en asuntos sin importancia, como los niños).
A finales de la década de 1960, las dos chicas se unieron a la banda de Archie, una banda de garaje apropiadamente llamada The Archies. Ambos cantaron, y Betty tocó una pandereta, mientras que Verónica tocó un órgano. Algunas historias indican que Betty es la mejor vocalista. Además, hay poca coherencia en los instrumentos que puede tocar. Betty ha tocado flauta dulce, pandereta, maracas, guitarra, banjo, teclado, saxofón, violonchelo y bongos.

## Intereses y personalidad
Betty es amiga de todos y es una hija y una hermana cariñosa. Le gusta ayudar a las personas sin hogar, cuidar a personas mayores, rescatar animales y pájaros heridos.
Los pasatiempos de Betty incluyen practicar deportes (particularmente béisbol), cocinar y cuidar animales (tiene un gato, Caramel). También se preocupa por el medio ambiente y otros problemas sociales y alienta al resto de la pandilla a limpiar lo que ensucie. Le encantan los niños y, a veces, cuida de niños Jellybean Jones con Jughead, así como con otros niños en Riverdale. De vez en cuando, las familias contratan a Betty para que les haga compañía a sus miembros mayores. Betty es una hábil mecánica que frecuentemente ayuda a Archie con su auto averiado Betsy. Betty también es buena en el esquí y las carreras de coches. A menudo se dice que es la mejor lanzadora del equipo de béisbol femenino. Betty es una buceadora, usa un traje de neopreno rojo, respira con un tanque de aire que lleva en la espalda y un regulador en la boca, usa aletas rojas en los pies y una máscara en la cara, pero prefiere nadar bajo el agua.
Betty tiene una inteligencia por encima del promedio y es una de las estudiantes más inteligentes de Riverdale High School, junto con Dilton Doiley. En una historia ganó un premio y fue enviada a competir en Nueva York, ha ganado numerosos premios académicos. En un momento, ganó ESP cuando una enciclopedia cayó accidentalmente sobre su cabeza. Esta habilidad quitó toda esperanza para el futuro; Archie le pidió a Veronica una cita, pero Betty sabía que Archie dejaría a Veronica por ella. Betty perdió su poder de ESP cuando una pelota que Reggie pateó la golpeó accidentalmente; en su agradecimiento le dio un beso .
Los talentos y logros de Betty a menudo ponen celosa a su amiga Veronica, quien luego intenta sabotear a Betty para robar su gloria y hacerla quedar mal.
Durante una estadía en la mansión Lodge, mientras la familia está en Europa, Betty es atendida de pies y manos por los sirvientes y manteniéndose fiel a su naturaleza cariñosa, amorosa y altruista, comienza a sentirse culpable por ser atendida.
Queriendo hacer algo muy especial para ellos en agradecimiento por los trabajos duros que hacen (por lo que también parece ser un trabajo muy ingrato al servir a alguien como Verónica, que tiende a ser muy esnob con quienes la sirven), lanza ellos una fiesta en la piscina que sorprende al Sr. y la Sra. Lodge, y enfurece a Verónica. A cambio, Smithers, el mayordomo y el resto del personal, que están muy agradecidos por lo que Betty hizo por ellos (ya que nunca parecen recibir ningún agradecimiento de Veronica), se ofrecen a ayudar a Betty con la próxima fiesta que organiza gratis. El Sr. Lodge luego sermonearía a Verónica sobre cómo los sirvientes también eran personas.
En el programa de televisión Riverdale, Betty participa en muchas actividades extracurriculares en Riverdale High School, incluida la animadora con los otros miembros de The River Vixens, escribiendo para The Blue and Gold con Jughead Jones y descubriendo las verdaderas identidades e intenciones / acciones de muchas personas en Riverdale, incluidos Clifford Blossom (el padre de Cheryl Blossom), Penelope Blossom (la madre de Cheryl Blossom), Hal Cooper y Robert Phillips (también conocido como The Sugarman).

## Relaciones
La mejor amiga de Betty es Veronica. Aunque los dos a menudo están involucrados en disputas sobre Archie o algo más que evoca celos, siguen siendo amigas. Los dos han comentado que la amistad de Jughead y Archie no se puede comparar con la de ellos. En muchas historias, Betty y Veronica se unen o se ayudan mutuamente a pesar de los celos y la amargura de Veronica hacia ella. Las otras amigas de Betty incluyen a Big Ethel, Midge Klump y Nancy Woods, todas las cuales comparten intereses comunes y actividades grupales como ir de compras y animar.
Con frecuencia, se ha demostrado que Betty coquetea y sale con el bajista Reggie Mantle al principio de las carreras de los títulos y, ocasionalmente, todavía, la mayoría de las veces como una cita casual. Una vez que Betty dijo que a veces la forma en que Archie y Reggie pelean por ella, parece que tienen la plaga. En las revistas Life with Archie que describen una línea de tiempo futura en la que Archie se casa con Veronica, Betty y Reggie son retratados como una pareja amorosa. Se ha insinuado que pueden estar planeando casarse.
La relación de Betty con Jughead Jones ha sido principalmente la de confidente y amigo cercano, ya que normalmente discuten sus problemas con más franqueza entre ellos que con cualquier otra persona; Jughead comentará sus sentimientos por Archie, y Betty intentará "mejorar" a Jughead, deshaciéndose de su actitud indolente y perezosa. Una vez, cuando tuvo un esguince de tobillo, Veronica les dijo a Archie y Jughead que la visitaran. Los cuatro estaban cenando juntos cuando la gente de la escuela confundió a Jughead con el novio de Betty porque llevaba bombones a su casa. Jughead parece preocuparse más por Betty que otras chicas y ha habido indicios de una posible relación romántica entre ellos. Una vez la invitó accidentalmente a un baile escolar. Cuando le estaba diciendo a Archie qué hacer, Betty se acercó detrás de él y pensó que le estaba preguntando a ella a pesar de que solo estaba demostrando cómo invitar a Betty al baile. En una historia, Jughead incluso dice que si alguna vez llega el momento en que besaría voluntariamente a una chica, sería Betty. Se ve una lágrima feliz deslizándose por el rostro de Betty ante este comentario.
Tenía una amistad con una anciana llamada Lydia Wyndham, a quien encontró mientras investigaba sobre la Primera Guerra Mundial. Con este conocido, Betty conoció a un consumado escritor y poeta con una mente aguda (y un pasado triste: la investigación de Betty había encontrado al novio de la Sra. Wyndham que murió en combate), pero después de un tiempo, la Sra. Wyndham murió.
A veces, se ve que Betty tiene una estrecha amistad con Cheryl Blossom, especialmente en el título de Cheryl. Sin embargo, en otras ocasiones, Betty y Veronica consideran a la seductora Cheryl como una amenaza porque intenta alejar a Archie de ellas, y las dos mejores amigas se unen contra Cheryl para proteger sus intereses. Jason Blossom, el hermano gemelo de Cheryl, a veces se ve que tiene un interés genuino por Betty, lo que pone celoso a Archie.
A finales de los 90, Betty comenzó a salir con Adam Chisholm. Algunas personas pensaban que Betty había elegido a Adam antes que a Archie. Este evento puso celoso a Archie y concentró su atención en Betty, ignorando a Veronica, como siempre lo hace cuando piensa que alguien más puede alejar a Betty de él. Aunque en realidad, rara vez se ha visto a Adam en las historias posteriores a ese arco de la historia, y Betty ha seguido prefiriendo a Archie.

## Carrera
A Betty le gusta escribir y lleva un diario que aparece en la serie El diario de Betty. Quiere ser una escritora famosa algún día, una aspiración que su maestra Miss Grundy aprueba y alienta. Envía su trabajo a revistas de redacción y ha sido publicada varias veces. Una vez llegó a ser pasante de una revista de moda, pero también terminó modelando. Al mismo tiempo, toma varios tipos de empleo, incluido un trabajo como mecánica, que también es una carrera que le interesa. En algunas historias, encuentra empleo como maestra asistente en la escuela de primaria. Betty también es una conocida niñera y panadera.

## Recepción
En 2011, Betty Cooper ocupó el puesto 66 en la lista Las 100 mujeres más sexys de los cómics de Comics Buyer's Guide escrita por Brent Frankenhoff.

## Otras versiones

### Jughead: The Hunger
En Jughead: The Hunger, Betty proviene de una larga lista de hombres lobo cazadores que siempre han derrotado a los hombres lobo, Jones. Ella solo se hizo amiga de Archie y fingió su afecto hacia él en un esfuerzo por acercarse al hombre lobo más nuevo de Riverdale, Jughead. Archie la convence de intentar curar a Jughead con Wolfsbane, que inicialmente funciona hasta que desaparece y resulta en la muerte y resurrección / metamorfosis de Reggie Mantle. Jughead se va de la ciudad porque sabe que Betty no le dará una segunda oportunidad. Betty se propone encontrarlo con la ayuda de Archie y su primo Bo, con el respaldo de su tía, la matriarca de la familia Cooper, Elena.

### Life with Archie: The Married Life
Betty aparece como personaje principal en Life with Archie: The Married Life. En Archie Loves Veronica, ella dirige un negocio de cáterin mientras que su novio, Reggie Mantle, dirige un taller de reparaciones. Ambos protagonizan un reality show basado en sus vidas. En Archie Loves Betty, es profesora de inglés en Riverdale High. Sin embargo, en ambos universos, Betty trabajó anteriormente como compradora de Saks Fifth Avenue en Nueva York.

## En otros medios

### Televisión

#### Animada
- Betty apareció en The Archie Show, una serie de dibujos animados de 1968 producida por Filmation. También apareció en los diversos spin-offs The Archie Comedy Hour, Archie's Funhouse, Archie's TV Funnies, The US de Archie y The New Archie and Sabrina Hour producidos en el mismo formato. Ella fue interpretada por Jane Webb.
- Betty apareció en The New Archies, una reimaginación de Archie y la pandilla en 1987. Betty fue retratada como una preadolescente en la secundaria. Ella fue interpretada por Lisa Coristine.
- Betty apareció en Archie's Weird Mysteries con la voz de America Young.

#### Acción en vivo

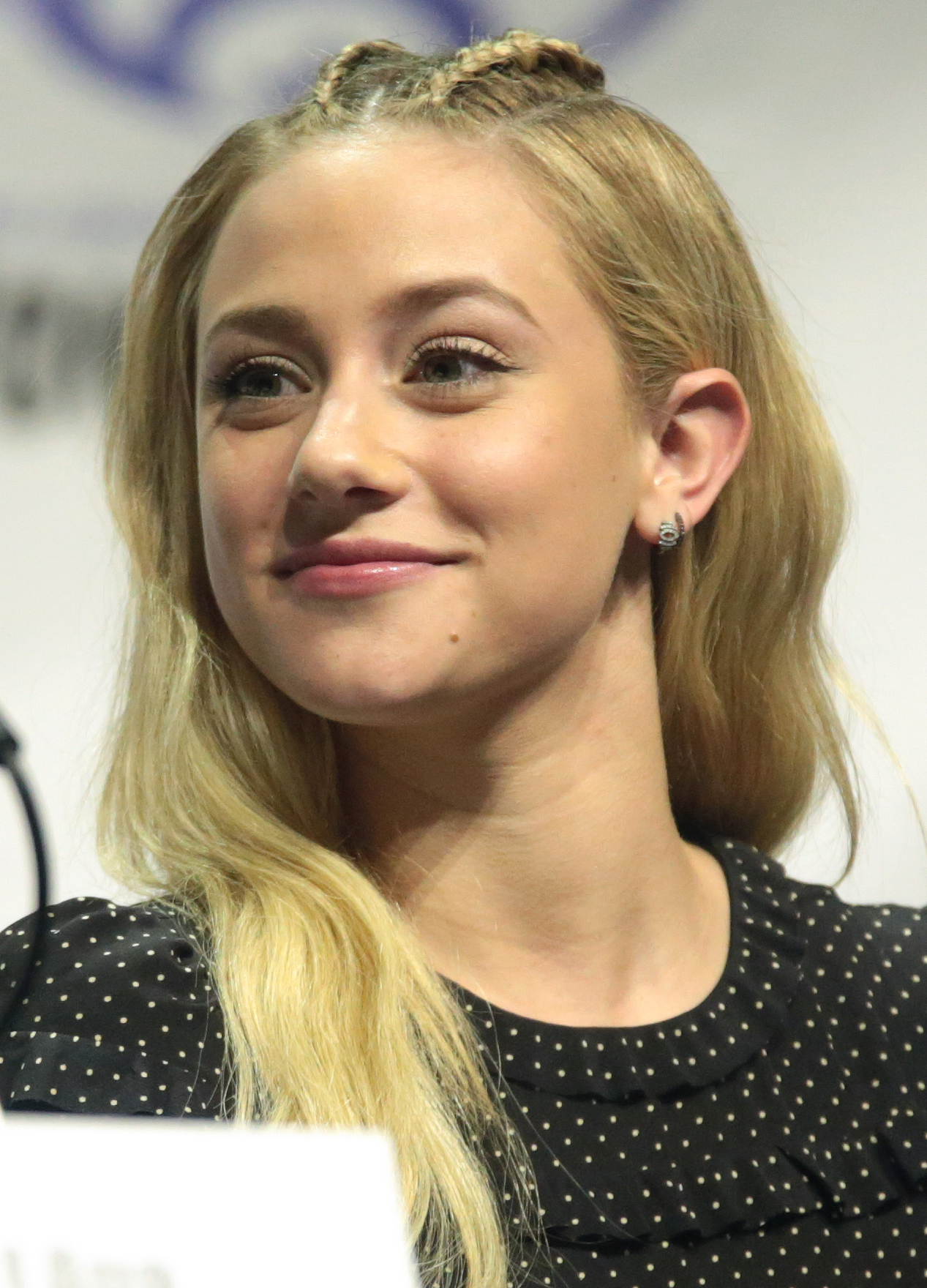
Lili Reinhart interpreta a Betty en Riverdale.

- Betty fue interpretada por Lauren Holly en la película de televisión de 1990 Archie: To Riverdale and Back Again.
- Betty aparece en la serie de The CW Riverdale, con Lili Reinhart interpretando al personaje. Como en los cómics, Betty es una vecina afable que se enamoró de su amigo de toda la vida Archie Andrews. Ella es menos inocente y más motivada que su contraparte del libro, participando en muchas investigaciones.[9] Ella también tiene menos personalidad de marimacho de lo que se representa tradicionalmente. Betty, como se muestra en la serie de televisión, también tiene un lado más oscuro conocido como Dark Betty en las temporadas anteriores.[10] Sigue siendo la vecina de al lado y la mejor amiga de la infancia de Archie, sale con Jughead y mantiene una amistad con Veronica libre de competencia por Archie. Eden Summer Gilmore interpreta a la joven Betty en su primera temporada, mientras que Hannah Bos interpreta a la joven Betty en la cuarta temporada.
- Betty Cooper y Veronica Lodge, como se muestra en la serie de cómics Chilling Adventures of Sabrina, fueron la base de los personajes de las Weird Sisters Agatha, Dorcas y Prudence Night (interpretadas respectivamente por Adeline Rudolph, Abigail Cowen y Tati Gabrielle) en la serie Netflix web televisión Chilling Adventures of Sabrina del mismo nombre.

### Películas
- Betty apareció en The Archies in Jugman, con la voz de America Young. La película directa a vídeo tiene lugar después de Archie's Weird Mysteries.
- El documental de Gerald Peary Archie's Betty.[11][12][13][14][15][16]